# 三氯杀螨砜
三氯杀螨砜（英語：Tetradifon，也叫做四氯二苯砜，化学名2,4,5,4'-四氯二苯基砜）是一种有机氯杀虫剂，开发于20世纪70年代，对哺乳动物也有毒性。